# Linia kolejowa Otavi – Grootfontein
Linia kolejowa Otavi – Grootfontein to linia łącząca miasto Otavi z Grootfontein w dawnej niemieckiej kolonii Afryce Południowo-Zachodniej, a dzisiejszej Namibii.
Stacja Otavi znajduje się przy 497 kilometrze linii kolejowej Walvis Bay–Tsumeb. 91,3 kilometrowe odgałęzienie do Grootfontein zostało zbudowane przez South West Africa Co. na podstawie starej koncesji od administracji niemieckiej kolonii w latach 1907–1908.
W pobliżu Guchab znajduje się wysoki na 1636 m szczyt o tej samej nazwie, po jego minięciu trasa prowadzi dalej w kierunku północno-wschodnim do Grootfontein. Budowa linii kosztowała 25 740 Marek za każdy kilometr.
W czasie I wojny światowej użytkowanie linii kolejowej Walvis Bay–Tsumeb oraz odgałęzienia do Grootfontein zostało przerwane. Pod administracją Republiki Południowej Afryki począwszy od 25 sierpnia 1915 roku wznowiono ruch pociągów do Tsumeb i Grootfontein.
W kolejnych latach tor został przebudowany na typowy dla krajów południowoafrykańskich rozstaw przylądkowy.